# Liste der Provinzen Saudi-Arabiens
Saudi-Arabien wird verwaltungsmäßig in 13 Provinzen gegliedert, auch Emirate genannt (manāṭiq idāriyya, Singular: minṭaqa idāriyya).
Jede Provinz wird in insgesamt 118 Gouvernements (Verwaltungsbezirke) gegliedert (arabisch محافظات muḥāfaẓāt, Singular: muḥāfaza). Dazu zählen auch die Provinzhauptstädte, die einen anderen Status als besondere Städte (amana) haben und die von Bürgermeistern (amīn) regiert werden. Die Gouvernements werden weiterhin in Sub-Gouvernements gegliedert (marākiz, Singular markaz).

## Liste
| Lage                                                        | Provinz                   | Arabisch                 | Hauptstadt | Fläche km² | Bevölkerung Berechnung 2017 | Dichte | Gouvernements |
| ----------------------------------------------------------- | ------------------------- | ------------------------ | ---------- | ---------- | --------------------------- | ------ | ------------- |
| Nadschd (Zentralbereich)                                    |                           |                          |            |            |                             |        |               |
| Lage der Provinz Riad in Saudi-Arabien                      | ar-Riyad                  | الرياض                   | Riad       | 404.240    | 8.276.700                   | 20,5   | 20            |
| Lage der Provinz Qasim in Saudi-Arabien                     | al-Qasim                  | القصيم                   | Buraida    | 58.046     | 1.464.800                   | 25,2   | 11            |
| Lage der Provinz Ha'il in Saudi-Arabien                     | Ha'il                     | حائل                     | Ha'il      | 103.887    | 715.400                     | 7,9    | 4             |
| Norden                                                      |                           |                          |            |            |                             |        |               |
| Lage der Provinz al-Hudud asch-schamaliyya in Saudi-Arabien | al-Hudud asch-schamaliyya | الحدود الشمالية          | ʿArʿar     | 111.797    | 383.100                     | 3,4    | 3             |
| Lage der Provinz al-Dschauf in Saudi-Arabien                | al-Dschauf                | الجوف                    | Sakaka     | 100.212    | 528.400                     | 5,3    | 3             |
| Hedschas (Westen)                                           |                           |                          |            |            |                             |        |               |
| Lage der Provinz Tabuk in Saudi-Arabien                     | Tabuk                     | تبوك                     | Tabuk      | 146.072    | 946.300                     | 6,5    | 6             |
| Lage der Provinz Medina in Saudi-Arabien                    | Medina                    | المدينة                  | Medina     | 151.990    | 2.154.100                   | 14,2   | 7             |
| Lage der Provinz Mekka in Saudi-Arabien                     | Mekka                     | مكة                      | Mekka      | 153.128    | 8.479.400                   | 55,4   | 12            |
| Lage der Provinz al-Baha in Saudi-Arabien                   | al-Baha                   | الباحة                   | al-Baha    | 9.921      | 491.900                     | 49,6   | 7             |
| Süden                                                       |                           |                          |            |            |                             |        |               |
| Lage der Provinz Asir in Saudi-Arabien                      | Asir                      | عسير                     | Abha       | 76.693     | 2.288.500                   | 29,8   | 12            |
| Lage der Provinz Dschaizan in Saudi-Arabien                 | Dschāzān                  | جيزان                    | Dschāzān   | 11.671     | 1.636.600                   | 140,2  | 14            |
| Lage der Provinz Nadschran in Saudi-Arabien                 | Nadschran                 | نجران                    | Nadschran  | 149.511    | 607.100                     | 4,1    | 8             |
| Osten                                                       |                           |                          |            |            |                             |        |               |
| Lage der Provinz asch-Scharqiyya in Saudi-Arabien           | asch-Scharqiyya           | الشرقية                  | Dammam     | 672.522    | 4.977.500                   | 7,4    | 11            |
| Insgesamt                                                   |                           |                          |            |            |                             |        |               |
| Einteilung der Provinzen Saudi-Arabiens                     | Saudi-Arabien             | المملكة العربية السعودية | Riad       | 2.149.690  | 32.949.700                  | 15,3   | 118           |